# Nick Gates

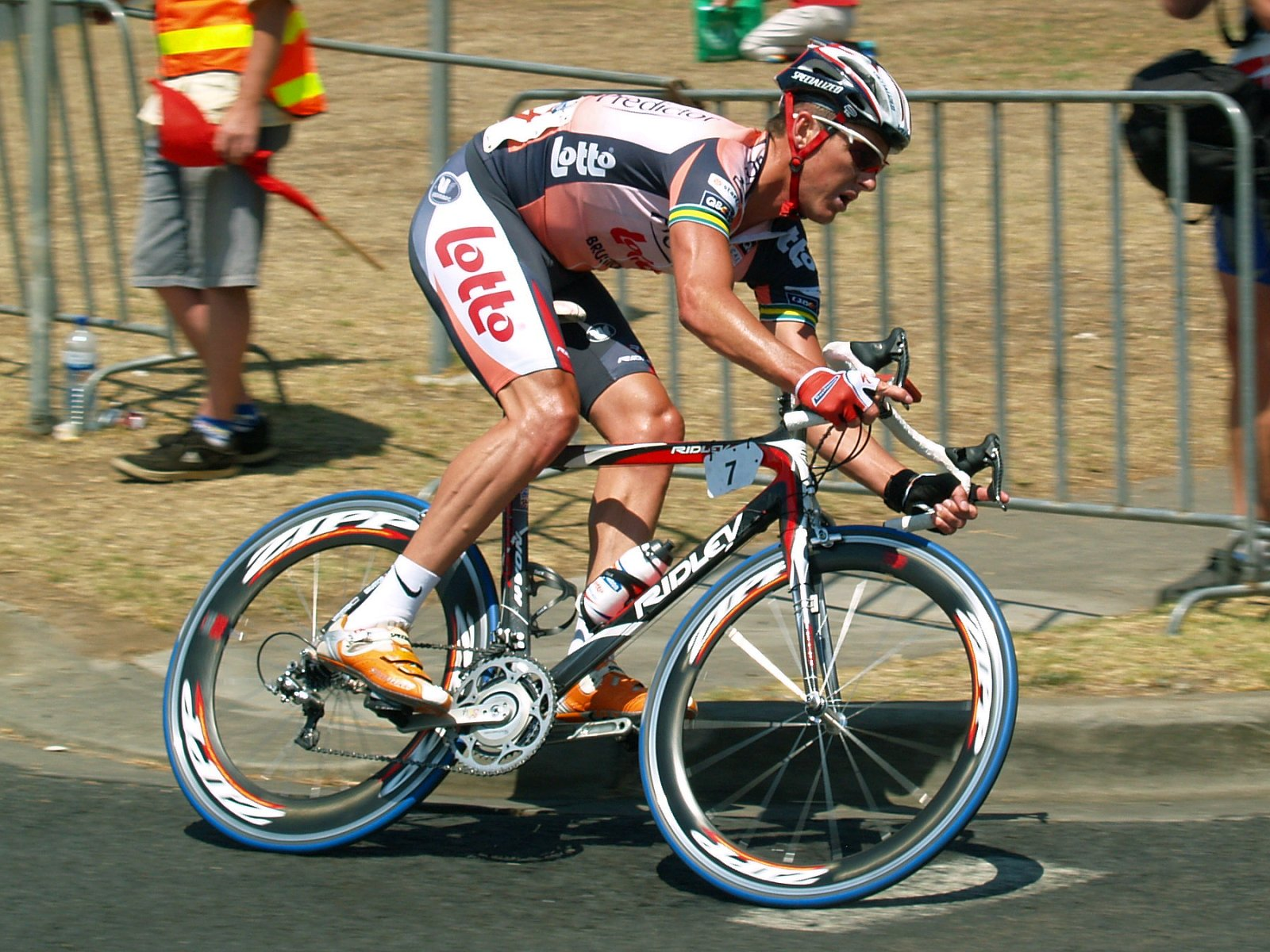
Nick Gates

Nick Gates, född 10 mars 1972 i Sydney, är en professionell australiensisk tävlingscyklist. Han blev professionell 1996 och tävlar för närvarande för Predictor-Lotto. Nick Gates vann de australiska mästerskapen 1996. Samma år vann han också Pacific Power Bank Classic och Commonwealth Bank Classic.
Ett år senare vann han etapp 1 av Tour of Tasmania. Under 1998 vann Gates den australiska tävlingen Commonwealth Bank Classic. Nick Gates vann också etapp 3 av Tour of Japan 1999. I tävlingens slutställningen blev han tredje man. Under säsongen vann han också ett uppvisningslopp i Brisbane.
Under säsongen 2007 hjälpte Nick Gates sitt stall Predictor-Lotto att vinna etapp 1b, ett lagtempolopp på Settimana Ciclistica Internazionale Coppi-Bartali. De andra cyklisterna i stallet var Cadel Evans, Johan Vansummeren, Christophe Brandt, Josep Jufré Pou, Dario David Cioni och Wim Van Huffel. 
Nick Gates valde att avsluta sin professionella efter säsongen 2008, efter att ha varit professionell i tolv år. Efter sin karriär startade han fonden Nick Gates Foundation, som arbetade för att hjälpa unga cyklister som inte riktigt passar in de nationella och statliga organisationerna.

## Meriter
1996
1:a, Nationsmästerskapen - linjelopp
1:a, Pacific Power Bank Classic
1:a, Commonwealth Bank Classic
1997
1:a, etapp 1, Tour of Tasmania
1998
1:a, etapp 12, Commonwealth Bank Classic
1999
1:a, etapp 3, Tour of Japan
3:a, Tour of Japan
2000
2:a, etapp 7, Herald Sun Tour
2007
1:a, etapp 1b, Settimana Ciclistica Internazionale Coppi-Bartali (lagtempolopp)

## Stall
- 1996 Giant
- 1997 ZVVZ-Giant
- 1998-1999 Die Continentale-Olympia Dortmund
- 2000 Team Hohenfelder-Concorde
- 2001 Agro Adler-Mark Brandenburg
- 2002 Team Wiesenhof Leipzig
- 2003-2004 Lotto-Domo
- 2005-2008 Predictor-Lotto